# 嫉妬妄想
嫉妬妄想（しっともうそう）、病的嫉妬（びょうてきしっと、英語: Pathological jealousy）とは、ある人が、他から見たら異様なほどの嫉妬感情に支配されていること。
それが配偶者の不貞に限定されているときには、夫婦妄想（ふうふもうそう、conjugal paranoia）と呼ばれる。一方で配偶者だけでなく恋人・愛人の不貞にまで及ぶときは、オセロ症候群（Othello syndrome）と呼ばれる。

## 種別
- 嫉妬には、いわゆる愛情嫉妬と志向性嫉妬とがある。嫉妬妄想として取り上げられる例は、前者の愛情嫉妬に関するものが大部分であり、後者の志向性嫉妬は、地位、名誉、声望などを巡っての嫉妬である。
- 愛情嫉妬に限らず、地位、名誉、声望などをめぐる嫉妬も含めて嫉妬妄想を定義しようとすると、「嫉妬」も「妄想」もその定義については諸説あり、そんなにすっきりとは行かない。
- 一例として、「自分のものであると思っている何か重要なものを、ある競争者の存在によって失う恐れがある、あるいは失ってしまったという確信が強く、他人からの合理的な説明によっても訂正することができない、事実に相違する観念」[3]ということもできる。
- まったく仮の話であるが、源頼朝が、義経を討伐した理由はいろいろな事情が絡んでいたであろうが、自分の許可なく検非違使に任官したという理由で弟の義経を討ったとも言われている。その場合、自分の源氏の頭領という座を将来脅かすかもしれないので、今のうちにその可能性を排除しようという意図があったとすれば、嫉妬という現象が働いたことになる。また、仮に、義経は頼朝の地位を奪うということは考えもしていないのに、自分の地位を奪おうとしているに違いないと頼朝が確信したとすると、頼朝は嫉妬妄想に基づいて義経をうち滅ぼした、ということができる。
- しかし精神科臨床で嫉妬妄想として取り上げられる例は、前者の愛情嫉妬に関するものが大部分である。志向性嫉妬に関する妄想もあるとは思われるが、おそらく被害妄想としてあつかわれていることが多いのではないかと推測される。
- そういう事情もあってか、精神科領域で発表されている論文は、ほとんどが配偶者の不義を疑う内容の妄想である。事典等にも愛情嫉妬に関する妄想を念頭においた定義付けがなされている。たとえば「夫（妻）が浮気をしている、あるいは夫（妻）には情婦（夫）がいるという妄想的確信。」[4]という定義付けがなされる。
- シェファードは、「嫉妬妄想という名称は、嫉妬をしているという妄想内容ではないため、不適切であり、不合理にも疑われているのは相棒の不実であるから正確には不実妄想と呼ぶべきである」と述べている[5]。
- 小久保[6]、倉持[7]もこの意見に賛意を表している。
- また、統合失調症ほどに病状が進行せずパラノイアほどの場合、妄想に組み込まれているのは主として配偶者であるため、夫婦間パラノイア[8][9]と呼ぶ研究者もいる。
- オセロー症候群と呼ぶ人もいる[10][11]。シェイクスピアの『オセロー』におけるオセローが、嫉妬妄想に基づいて妻のデズデモーナを殺害したが、これに関連付けたものである。

## 臨床的特徴

### 嫉妬妄想を呈する病態
古くからアルコール乱用における嫉妬妄想が知られているが、研究論文としては、パラノイア、統合失調症における嫉妬妄想がよくとりあげられている。
- パラノイア、統合失調症、身体の病変に基づく諸病態、とまとめられるが、ヤスパース[12]のまとめをほぼ踏襲して、ラガーシュ[13]も、人格の発展としての妄想的嫉妬（パラノイア性のもの）、人格の過程性変化による妄想性嫉妬（いわゆる統合失調症）、器質性過程による症候性の妄想性嫉妬に大別している。
- しかし器質性の病変によるものは別にした場合、嫉妬妄想を呈する病態は、パラノイア（妄想性障害）と統合失調症に限られるわけではない。うつ病[14][15][16]にも嫉妬妄想は発現し得る。
- また、統合失調症ともパラノイアとも決め難い症例も多く、日本でも、心因性精神病[17]、心因反応[18]、敏感嫉妬妄想[19]など種々の診断名で発表されている。

### 性別
診断名にこだわらずある程度まとまった数の症例を検討した論文の男女別を見ると、嫉妬妄想の出現に男女差があるか否かは明らかではない。
- フランスのラガーシュ[13]の著書においては50例中男子29例、女子21例があげられており、ドイツのパウラライコフ[20]の論文では、46例の男性例と11例の合計57例が検討されている。ヨーロッパにおいては、概して男子の方が多い。
- 日本の論文では、荻野ら[21]の論文では、男子8例、女子12例であり、倉持[22]の論文においては男子8例に対して女子7例であり、髙橋[23]の論文では、男子23例女子32例といずれも女子の方が多い。